# Melaleuca glauca
Melaleuca glauca är en myrtenväxtart som beskrevs av Karel Domin. Melaleuca glauca ingår i släktet Melaleuca och familjen myrtenväxter. Inga underarter finns listade i Catalogue of Life.